# Schloss Eisersdorf

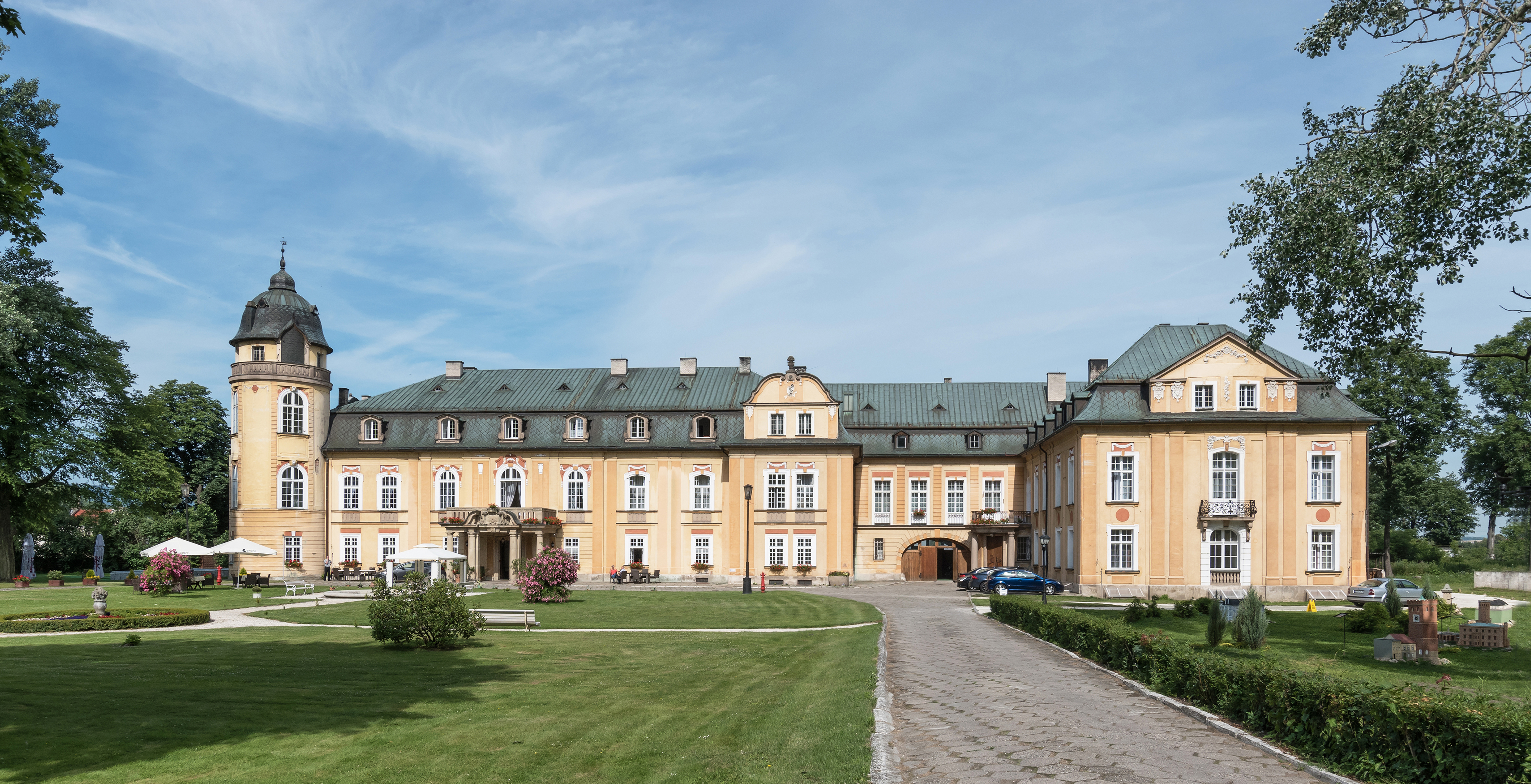
Schloss Eisersdorf, Ostfassade

Das Schloss Eisersdorf (polnisch Pałac w Żelaźnie), vor 1945 auch Schloss Niedereisersdorf bzw. Schloss von Löbbecke genannt, ist eine Schlossanlage in Żelazno (deutsch Eisersdorf) im Powiat Kłodzki der Woiwodschaft Niederschlesien in Polen.

## Geschichte
Die Ursprünge des Schlosses gehen auf ein Festes Haus zurück, das vermutlich im Dreißigjährigen Krieg zerstört wurde. Ein Nachfolgebau wurde Ende des 18. Jahrhunderts vom Amtsrat Franz Arbogast Hoffmann durch ein zweigeschossiges Herrenhaus ersetzt. In den Jahren 1869 bis 1871 unter Hugo von Löbbecke erweitert und im Stil der Neorenaissance umgebaut, erfuhr das Schloss von 1906 bis 1908 letzte Veränderungen, als es Siegfried vom Löbbecke im Stil des Neobarock überformen ließ. Nach dem Übergang an Polen infolge des Zweiten Weltkriegs 1945 diente das Anwesen lange Zeit als Ferienheim, ehe in ihm 2012 ein Hotel eröffnet wurde. Seit 2020 ist das Schloss ungenutzt und steht leer.
Trotz aller Veränderungen und Umbauten ist Schloss Eisersdorf eine der am besten erhaltenen Anlagen in der vormaligen Grafschaft Glatz, denn nahezu seine gesamte wandfeste Ausstattung ist noch original erhalten. Es steht samt seinem Park und der dazugehörenden Gutsanlage seit dem 25. Mai 1977 unter Denkmalschutz.
Ein „Niederhof“ in Eysersdorf  wurde bereits im 14. Jahrhundert erstmals erwähnt. Daneben gab es noch den „Oberhof“, der den Herren von Pannwitz gehörte. Nach dem Tod des Caspar von Pannwitz mussten seine Erben den Oberhof 1623 an Johann Jakob von Saalhausen verkaufen. Das zum Gut gehörende Feste Haus wurde wohl im Dreißigjährigen Krieg bei einem Brand zerstört. Johann Jakobs Sohn Hans Christoph verkaufte den Besitz im Jahr 1669 an das Glatzer Jesuitenkolleg, das schon 1652 durch testamentarische Verfügung den Niederhof vom Glatzer Dechanten Hieronymus Keck übereignet bekommen hatte und so die beiden Höfe in einer Hand vereinte. Die Jesuiten ließen vermutlich in der Nähe des zerstörten Festen Hauses einen Vorgängerbau des heutigen Schlosses als Sommersitz errichten ließ.
Nach der Aufhebung des Jesuitenordens übernahm 1776 der Preußische Staat den Gutsbetrieb samt Sommersitz sowie die zugehörigen Ländereien und verpachtete sie. 1794 erwarb der königliche Amtsrat Franz Arbogast Hoffmann den Besitz und ließ bis 1798 ein zweigeschossiges Herrenhaus mit sieben Achsen und Mittelrisalit errichten. Dies geschah möglicherweise auf den Grundmauern des jesuitischen Sommersitzes. Hoffmanns Witwe heiratete in zweiter Ehe den Oberst Albert von Bieberstein und schenkte ihm am 26. August 1808 den Besitz. Alberts Sohn Karl verkaufte Eiserdorf am 21. Mai 1836 an den Industriellen Hermann Dietrich Lindheim, der zwei Jahre später auch das Schloss in Rückers erwarb.

## Erweiterung und Umbauten

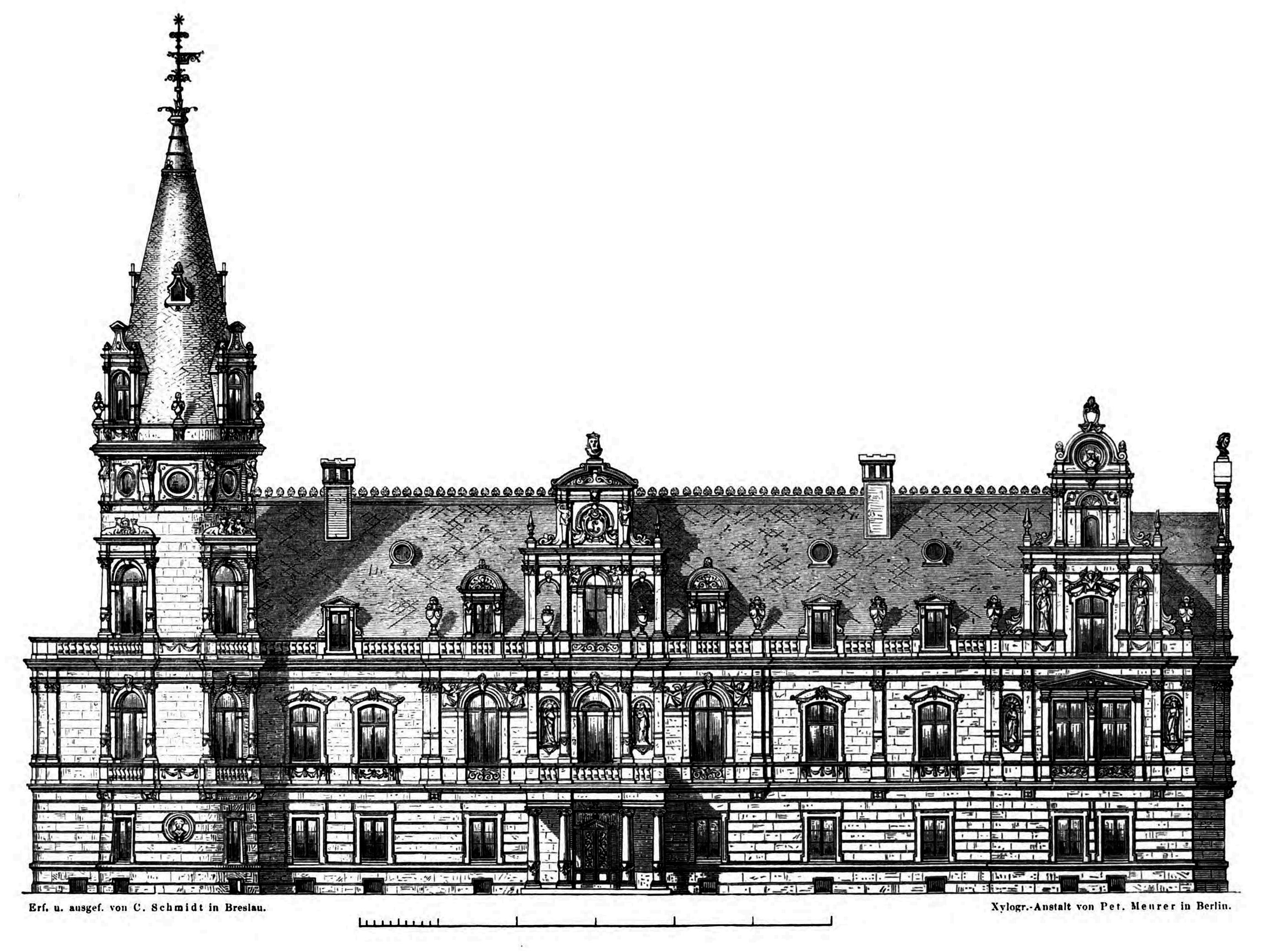
Entwurf von Karl/Carl Schmidt für den Umbau 1869–1871

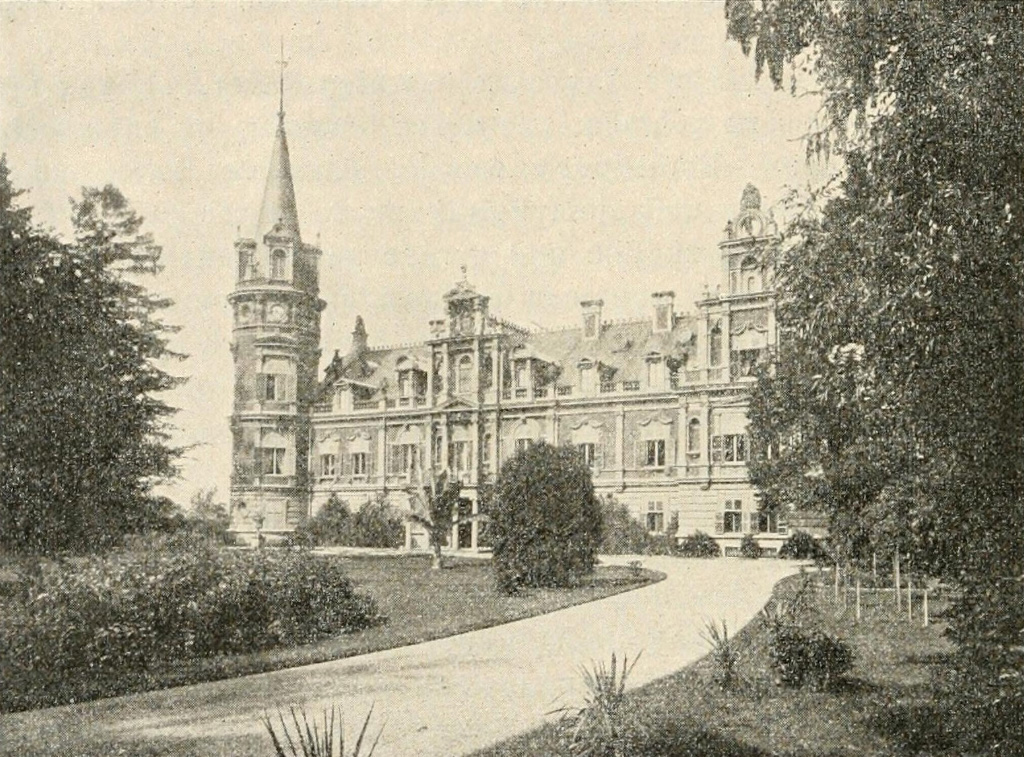
Schloss Eisersdorf nach den Umbauten von 1869–1871

Nach Lindheims Tod verkauften dessen Söhne das Eisersdorfer Herrenhaus und das zugehörige Gut am 1. Oktober 1860 an ihren Schwager Hugo von Löbbecke, der bereits 1856 Schloss Rückers von seinem Schwiegervater gekauft hatte. Er ließ das Herrenhaus in der Zeit von 1869 bis 1871 nach Vorbildern aus der Spätrenaissance für 300.000 Mark umbauen und erweitern. Die Entwürfe schuf der Breslauer Architekt Karl Schmidt (1836–1888) (auch Carl Schmidt geschrieben). Dabei wurde dem Herrenhaus unter anderem ein 36,1 Meter Rundturm an der Südostecke vorgebaut, und der nördliche Teil des Gebäudes erhielt einen Risalit. Im Südteil wurde eine Orangerie eingerichtet und dem Portal ein Risalit mit zweigeschossiger Lukarne vorgesetzt. Durch Anbau eines neuen Nordtrakts an das bestehende Gebäude wurde Eisersdorf zu einem zweiflügeligen Schloss ausgebaut. Sowohl die neuen als auch die alten Fassaden erhielten eine einheitliche Gliederung durch Bänderung im Erdgeschoss und vorgelegten Halbsäulen im Obergeschoss. Zu der Erweiterung zählte auch der Bau eines neuen Wirtschaftshofs westlich des Schlosses. Außerdem ließ Hugo von Löbbecke vermutlich den heute nur noch in Grundzügen erhaltenen Schlosspark anlegen, wobei vielleicht eine ältere Vorgängeranlage dabei mit einbezogen wurde.

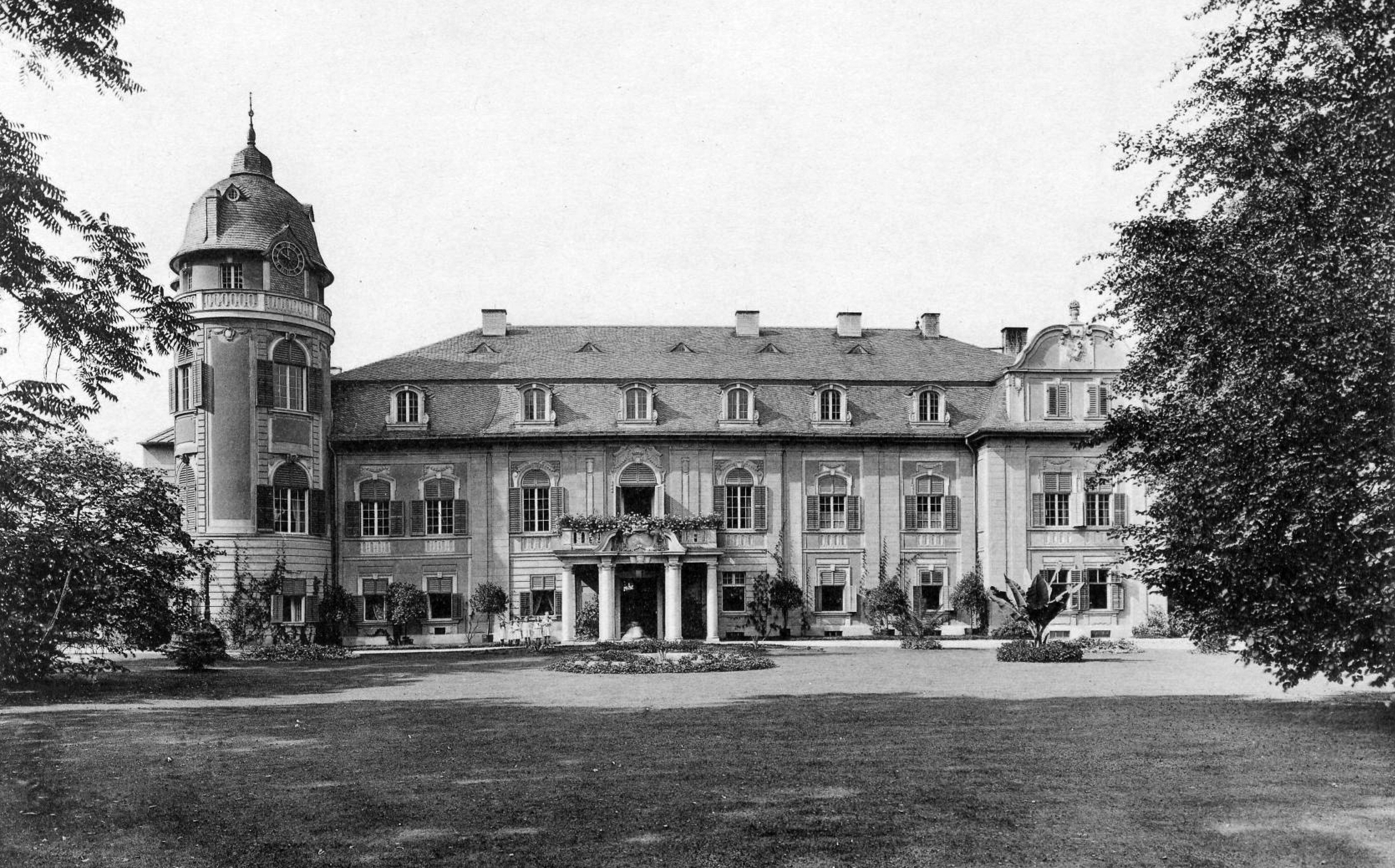
Schloss Eisersdorf nach den Veränderungen von 1906–1908

Nach dem Tod Hugo von Löbbeckes im Jahr 1901 trat sein Neffe Siegfried Joachim das Erbe auf Eisersdorf an. Er ließ das Schloss in den Jahren 1906 bis 1908 nach Entwürfen des Berliner Architekten Heinrich Schweitzer erneut verändern. Sowohl die verspielten Dachaufbauten als auch der üppige Fassadenschmuck wurden entfernt und das Schloss im Stil des Neobarocks überformt. Die Gartenfassade erhielt dabei einen repräsentativen Altan vor dem Portal, der auf vier Säulen ruht.

### Nach 1945
Nach Kriegsende 1945 wurde der Schlossbesitz verstaatlicht und stand zunächst leer. Ab 1949 wurde im Schloss ein Depot für geraubtes Kunstgut eingerichtet wurde. Dieses blieb dort noch bis 1954, obwohl die gesamte Anlage bereits ab 1952 als Ferienunterkunft für die Mitarbeiter der Bobreker Stahlwerke diente. Von 1970 bis 1978 wurde das Schlossgebäude einer umfassenden Restaurierung unterzogen. Ab Januar 1994 war die Anlage Eigentum der Centrala Zaopatrzenia Hutnictwa S.A. in Katowice und wurde erneut als Ferienheim genutzt, ehe das Unternehmen den Besitz im Dezember 2012 an privat veräußerte. Anschließend befand sich im Schloss ein Hotel, das jedoch 2020 schloss und anschließend zum Verkauf angeboten wurde.

## Beschreibung
Schloss Eisersdorf liegt am rechten Ufer der Landecker Biele im Glatzer Kessel, etwa fünf Kilometer südlich von Kłodzko. Die Anlage besteht aus einem zweiflügeligen Hauptgebäude und den Wirtschaftsgebäuden des einstigen Gutshofs, die von einem Landschaftspark umgeben sind.

### Architektur

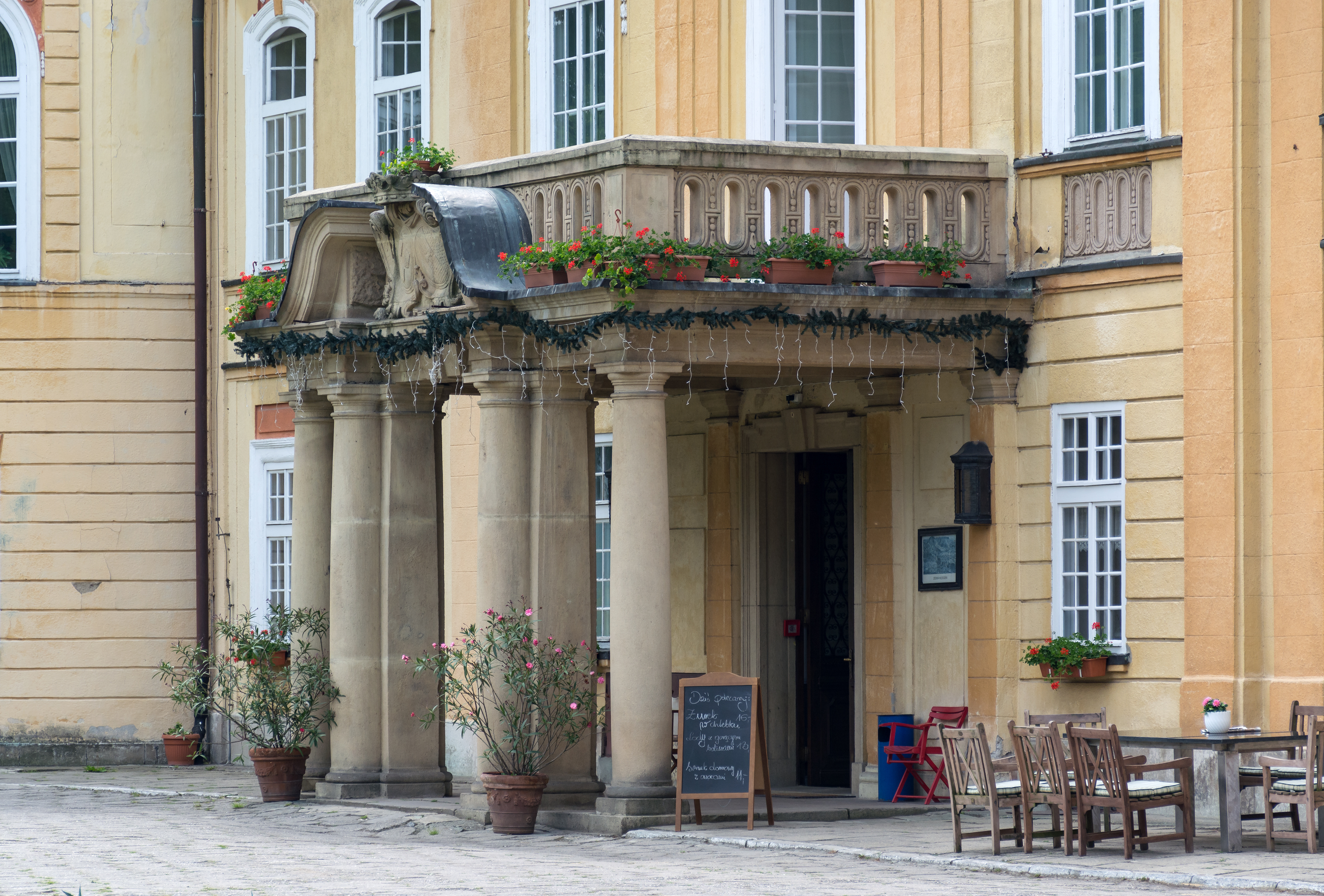
Altan vor dem Portal

Das Schlossgebäude besitzt einen L-förmigen Grundriss und besteht aus einem Haupttrakt im Süden und einem über einen Verbindungsbau sich daran im rechten Winkel anschließenden Nordflügel. Das Mauerwerk besteht aus Mauerziegeln und ist verputzt.
Der Hauptflügel besitzt Maße von 14,4 × 32,9 Metern und ist von einem Mansarddach mit Gauben bedeckt. Seine südöstliche Ecke ist von einem wuchtigen Rundturm markiert, der einen Durchmesser von 6,20 Metern besitzt. Der nordöstliche Teil des Haupttraktes wird von einem zweiachsigen Seitenrisalit mit Lukarne und geschwungenem Giebelabschluss betont. Die dazwischen liegende Ostfassade des Flügels wird durch Fenster in sieben Achsen unterteilt und ist durch Lisenenpaare vertikal gegliedert. Das Erdgeschoss ist teilweise durch Rustizierung betont. Dem Portal in der mittleren der sieben Achsen ist ein Altan vorgebaut, dessen vier Toskanische Säulen einen Balkon mit steinerner Brüstung tragen. Der Altan zeigt das Allianzwappen Hugo von Löbbeckes und seiner Frau Clementine von Lindheim.
Der architektonische Schmuck des Hauptflügels wiederholt sich an den Fassaden des Verbindungsbaus und des Nordtraktes.

### Innenräume
Im Inneren ist trotz zahlreicher Veränderungen und Modernisierungen noch viel von der Originalausstattung aus dem 19. und vom Beginn des 20. Jahrhunderts erhalten. Dazu zählen ein Marmortreppenhaus, Parkettböden mit Intarsienarbeiten, Stuckaturen und Deckenmalereien aus dem späten 19. Jahrhundert sowie eine wuchtige Kassettendecke im Gang, der Haupt- und Seitenflügel miteinander verbindet. Die Bibliothek und das Kaminzimmer besitzen noch ihre Ausstattung vom Umbau aus den Jahren 1906 bis 1908, wenngleich der wertvolle Bücherbestand der Bibliothek nach 1945 fortgebracht wurde.

### Schlosspark

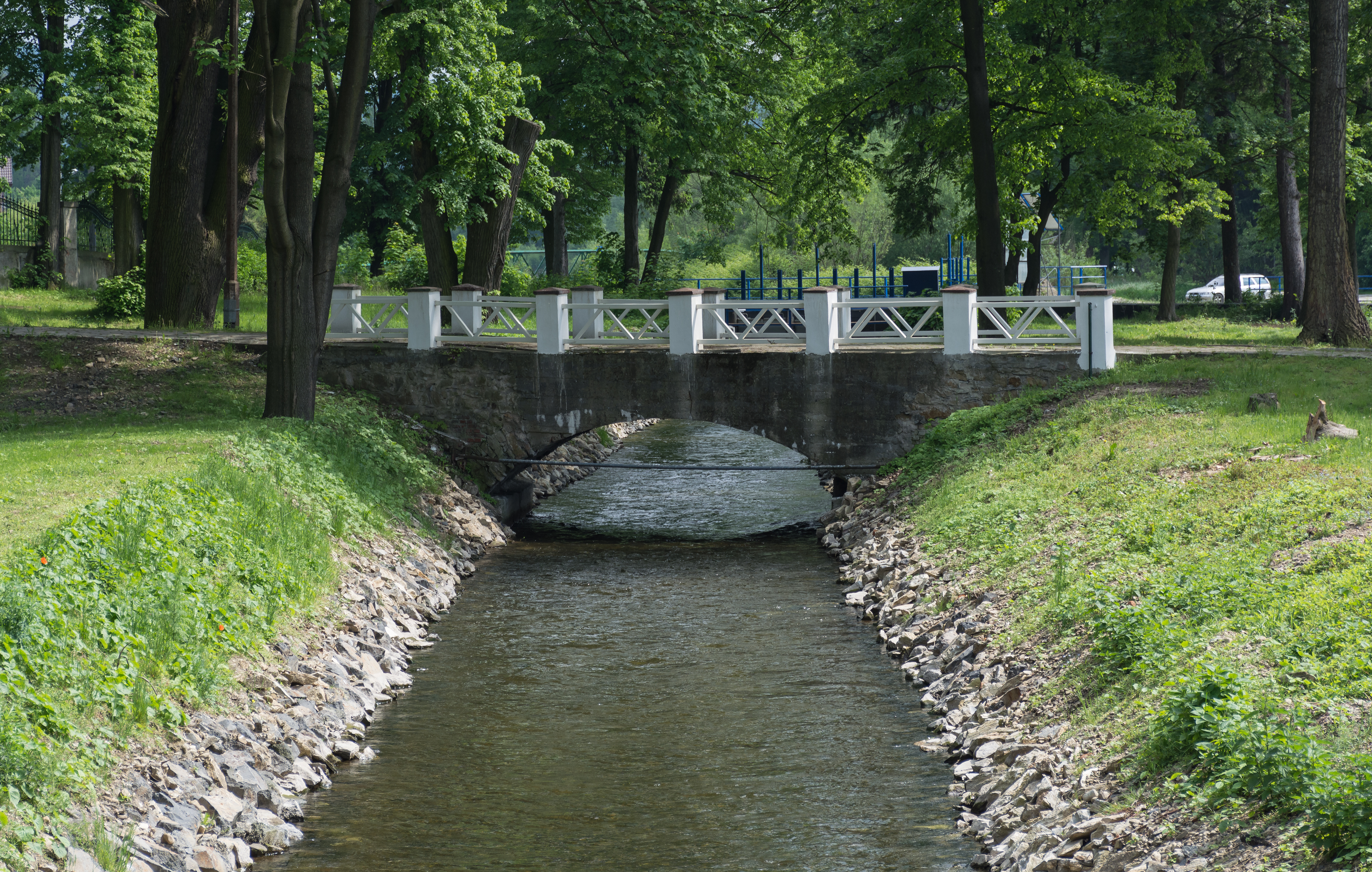
Kanal im Schlosspark

Der in den Biele-Auen gelegene Schlosspark wurde vermutlich in der zweiten Hälfte des 19. Jahrhunderts unter Hugo von Löbbecke angelegt und ist noch in Grundzügen erhalten. Er besteht heute mehrheitlich aus Laubwald, und alter Baumbestand ist nur noch vereinzelt vorhanden. Ein großes Blumenrondell mit Buchsbaumumrandung sowie ein rundes Wasserbassin in der Achse des Schlossportals sind genauso wie in Form geschnittene Thujen neuzeitlich. Ein Kanal, der nordwestlich von Kłodzko von der Biele abgezweigt wurde und sich südöstlich des Schlosses wieder mit ihr vereint, durchquert den Park und trennt ihn in zwei unterschiedlich große Teile.